# Pyotr Arkadyevich Stolypin
Pyotr Arkadyevich Stolypin (tiếng Nga: Пётр Аркадьевич Столыпин) (14 tháng 4 [lịch cũ 2 tháng 4] năm 1862 – 18 tháng 9 [lịch cũ 5 tháng 9] năm 1911), phiên âm tiếng Việt là Xtôlưpin, là một Bộ trưởng Bộ Nội vụ và Thủ tướng của đế quốc Nga. Ông sống vào đầu thế kỷ XX, làm Thủ tướng dưới triều Nikolai II, vị hoàng đế cuối cùng trong lịch sử Nga. Ông được xem là một nhà cải cách, nhà chiến lược tài ba trong lịch sử Nga, đồng thời là người chống lại phong trào cách mạng đương thời.

## Xuất thân
Stolypin sinh ra ở Dresden, Sachsen, vào ngày 14 tháng 4 năm 1862, trong một gia đình người Nga giàu có thuộc tầng lớp quý tộc. Về họ nội, Stolypin có quan hệ với nhà thơ Mikhail Lermontov. Cha ông là Arkady Dmitrievich Stolypin (1821-1899), một địa chủ người Nga, con cháu của một gia đình quý tộc uy quyền, từng chỉ huy đội pháo binh Nga và sau đó là Sĩ quan chỉ huy của Điện Kremlin. Thân mẫu ông là Natalia Mikhailovna Stolypina (née Gorchakova; 1827-1889), con gái của Bộ trưởng Ngoại giao Nga Alexander Mikhailovich Gorchakov. Ông nhận được nền giáo dục tốt ở Trường Đại học Sankt-Peterburg và bắt đầu phục vụ trong chính quyền sau khi tốt nghiệp năm 1885. Bốn năm sau Stolypin được bổ nhiệm làm quận trưởng vùng Kovno.
Năm 1884, Stolypin cưới Olga Borisovna Neidhardt, người phụ nữ xuất thân trong một gia đình có quyền thế ở Moskva. Stolypin và Neidhardt có với nhau năm người con gái và một con trai.

## Thống đốc và Bổ trưởng Nội vụ
Năm 1902 Stolypin được bổ nhiện là thống đốc ở Grodno, trở thành người trẻ nhất đã từng được bổ nhiệm chức vụ này. Sau đó, ông trở thành thống đốc của Saratov, nơi ông được biết tới về vụ đàn áp cuộc nổi dậy của nông dân năm in 1905. Nhờ vụ đàn áp này, ông được tuyên dương như viên thống đốc duy nhất có khả năng cai quản tỉnh nhà bằng một bàn tay vững chắc giữa lúc biến loạn xảy ra ở nhiều nơi. Stolypin là vị Thống đốc đầu tiên đã sử dụng những hệ thống cảnh sát hữu hiệu nhằm đề phòng những người bị tình nghi là kẻ gây rối loạn, và một số tài liệu cho rằng ông ra lệnh cho cảnh sát ghi chép về những nam giới ở tuổi trưởng thành tại tỉnh nhà. Những thành công của ông trên cương vị Thống đốc tỉnh dẫn tới việc Stolypin được bổ nhiệm làm Bộ trưởng Nội vụ trong chính phủ Ivan Goremykin.

## Thủ tướng của đế quốc Nga
Ba tháng sau, năm 1906 Stolypin được hoàng đế Nikolai II bổ nhiệm làm Thủ tướng Nga. Ông là người đã đề xuất chính sách cải cách đất đai nổi tiếng trong lịch sử Nga. Theo Từ điển Bách khoa Toàn thư Việt Nam, cuộc cải cách này nhằm duy trì chế độ sở hữu ruộng đất địa chủ ở nông thôn, củng cố chỗ dựa của chế độ chuyên chế. Mặc khác, nhân dân Nga biết tới Stolypin như vị Thủ tướng đã thực hiện công cuộc xây dựng một đường đi mới cho nước Nga vào đầu thế kỷ XX, khi đất nước này ở trong tình trạng hỗn loạn về chính trị, nổi bật hơn cả là chính sách sở hữu đất nông nghiệp mới định hướng thị trường.
Nhà cải cách P. A. Stolypin có phát ngôn nổi tiếng, đã được nhà văn Valentin Rasputin lặp lại tại Đại hội lần thứ nhất các đại biểu nhân dân Liên Xô sau này:
| “                | Quý vị cần những rung chuyển vĩ đại. Chúng tôi lại cần một quốc gia vĩ đại. | ” |
| — P. A. Stolypin |                                                                             |   |

Bên cạnh đó, ông đã thực hiện những cuộc trấn áp khốc liệt đối với phái tả. Ông cũng là người chủ trương đường lối chống lại các phong trào cách mạng từ năm 1905 đến năm 1911 tại Nga. Năm 1907, ông thực hiện một cuộc đảo chính chống cách mạng. Năm 1911, tại Nhà hát Kiev, Thủ tướng P. A. Stolypin bị Dimitry Bogrov, một thành viên của Đảng Xã hội Cách mạng Nga, ám sát.
Ông đứng thứ hai trong danh sách những danh nhân vĩ đại của nước Nga, sau Hoàng thân Aleksandr Yaroslavich Nevsky và trước lãnh tụ Liên Xô Iosif Vissarionovich Stalin.